# Élections européennes de 2004 en Belgique
Les élections européennes se sont déroulées le dimanche 13 juin 2004 en Belgique pour désigner les 24 députés européens au Parlement européen, pour la législature 2004-2009.
Non-participation : 9,2 % (Le vote est obligatoire)

## Candidats

### Collège francophone
| Parti                                     | Tête de liste          |
| ----------------------------------------- | ---------------------- |
| Parti socialiste                          | Elio Di Rupo           |
| Mouvement réformateur                     | Louis Michel           |
| Parti social chrétien                     | Joëlle Milquet         |
| Ecolo                                     | Pierre Jonckheer       |
| Front national                            | Daniel Féret           |
| Chrétiens démocrates fédéraux             | Benoît Veldekens       |
| Rassemblement Wallonie France             | Paul-Henry Gendebien   |
| Mouvement pour une alternative socialiste | Guy Van Sinoy          |
| Front nouveau de Belgique                 | François-Xavier Robert |
| Parti du travail de Belgique              | David Pestieau         |

### Collège néerlandophone
| Parti                                                   | Tête de liste      |
| ------------------------------------------------------- | ------------------ |
| Christen-Democratisch en Vlaams-Nieuw-Vlaamse Alliantie | Jean-Luc Dehaene   |
| Vlaamse Liberalen en Democraten-Vivant                  | Guy Verhofstadt    |
| Socialistische Partij-SPIRIT                            | Mia De Vits        |
| Vlaams Belang                                           | Frank Vanhecke     |
| Groen                                                   | Bart Staes         |
| Parti du travail de Belgique                            | Kris Merckx        |
| Parti socialiste de lutte                               | Anja Deschoemacker |

### Collège germanophone
| Parti                                                     | Tête de liste           |
| --------------------------------------------------------- | ----------------------- |
| Christlich Soziale Partei                                 | Mathieu Grosch          |
| Partei für Freiheit und Fortschritt/Mouvement réformateur | Bernard Collas          |
| 'Sozialistische Partei                                    | Werner Baumgarten       |
| Ecolo                                                     | Lambert Jaegers         |
| PJU-PDB                                                   | Dorothea Schwall-Peters |

## Résultats

### Collège francophone
| Parti                         | %    | Sièges | Groupe politique |
| ----------------------------- | ---- | ------ | ---------------- |
| Parti socialiste              | 36,1 | 4      | PSE              |
| Mouvement réformateur         | 27,6 | 3      | ADLE             |
| Parti social chrétien         | 15,1 | 1      | PPE              |
| Ecolo                         | 9,8  | 1      | Verts/ALE        |
| Front national                | 7,4  | 0      |                  |
| Chrétiens démocrates fédéraux | 0,8  | 0      |                  |
| Rassemblement Wallonie France | 0,9  | 0      |                  |
| MAS                           | 0,2  | 0      |                  |
| Front nouveau de Belgique     | 1,1  | 0      |                  |
| Parti du travail de Belgique  | 0,8  | 0      |                  |

### Collège néerlandophone
| Parti                                                   | %    | Sièges | Groupe politique |
| ------------------------------------------------------- | ---- | ------ | ---------------- |
| Christen-Democratisch en Vlaams Nieuw-Vlaamse Alliantie | 28,1 | 3 1    | PPE              |
| Vlaamse Liberalen en Democraten-Vivant                  | 21,9 | 3      | ADLE             |
| Socialistische Partij-SPIRIT                            | 17,8 | 3      | PSE              |
| Vlaams Belang                                           | 23,2 | 3      | NI               |
| Groen                                                   | 8,0  | 1      | Verts/ALE        |
| Parti du travail de Belgique                            | 0,6  | 0      |                  |
| LSP                                                     | 0,3  | 0      |                  |

### Collège germanophone
| Parti                                                     | %    | Sièges | Groupe politique |
| --------------------------------------------------------- | ---- | ------ | ---------------- |
| Christlich Soziale Partei                                 | 42,5 | 1      | PPE              |
| Partei für Freiheit und Fortschritt/Mouvement réformateur | 22,8 | 0      |                  |
| Sozialistische Partei                                     | 14,9 | 0      |                  |
| Ecolo                                                     | 10,5 | 0      |                  |
| PJU-PDB                                                   | 9,3  | 0      |                  |